# Gebäude 041

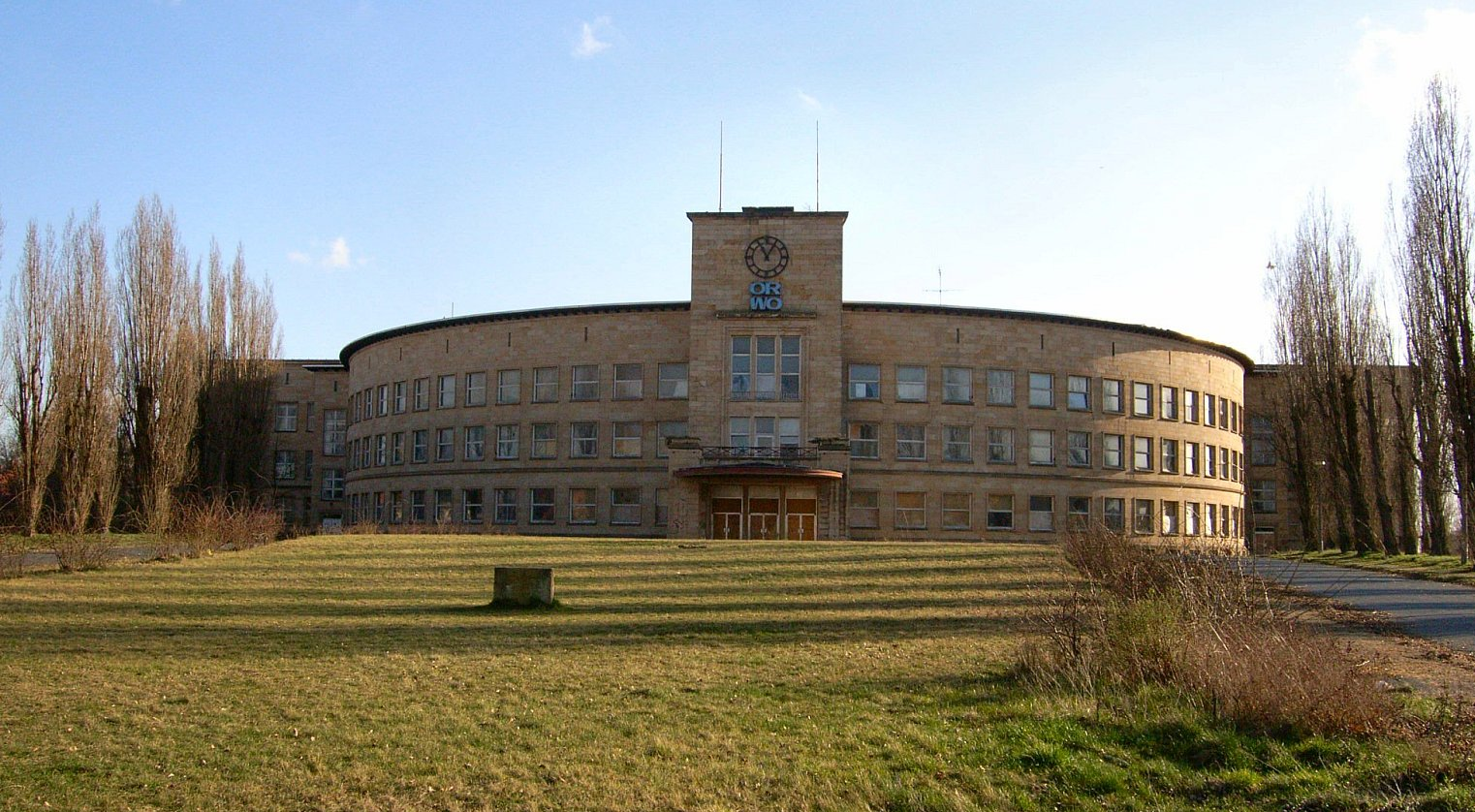
Gebäude 041

Das Gebäude 041 in Bitterfeld-Wolfen wurde von 1936 bis 1938 als Verwaltungs- und Forschungsgebäude für die Filmfabrik Agfa Wolfen errichtet. Seit Anfang 2010 ist es das Rathaus der Stadt Bitterfeld-Wolfen.

## Geschichte
Der Forschungsdirektor der Filmfabrik, John Eggert, konzipierte ein wissenschaftliches Zentrallaboratorium. Außerdem sollte die Leitung der Filmfabrik im neuen Gebäudekomplex untergebracht werden.
Das Gebäude 041 wurde nach Plänen des Architekten Adolf Herberger errichtet, die Architektur steht stilistisch zwischen dem Neuen Bauen der 1920er Jahre und dem Neoklassizismus der 1930er Jahre. Sein Entwurf erinnert auch wegen der gerundeten Großform an das I.G.-Farben-Haus in Frankfurt am Main. Es besteht aus zwei Flügelgebäuden mit einem Verbinder und einem vorgelagerten Rundbau sowie zwei Lichthöfen im Inneren. Die Fassade ist mit Sandstein verkleidet.
In das Gebäude wurde ein Hörsaal mit modernster Projektionstechnik und eine wissenschaftliche Bibliothek mit mehreren zehntausend Bänden zur Filmherstellung und zur Fotografie integriert. Der Verwaltungstrakt war repräsentativ ausgestaltet mit großzügigen Eingangsbereichen, Treppenhäusern mit Stuckmarmor, holzgetäfeltem Chefzimmer (mit Balkon) und einem Konferenzsaal mit Kronleuchter. Ein Paternoster diente als Aufzug. Beheizt wurden die Räume mittels Fußboden- und Wandheizung. Vom Souterraingeschoss gelangte man direkt in einen Luftschutzbunker unterhalb der vorgelagerten Grünfläche.
Nach Ende des Zweiten Weltkriegs und der Zerschlagung der I.G. Farben wurde die Filmfabrik in eine Sowjetische Aktiengesellschaft (SAG) überführt. Gebäude 041 blieb Sitz der Forschung und der jeweiligen Direktion bzw. der Generaldirektion des späteren Fotochemischen Kombinats. Auf dem Dach befand sich bis 1990 ein sieben Meter hoher Roter Stern, der bei Planerfüllung leuchtete.
Nach der „Wende“ hatte das Gebäude verschiedene Nutzungen. Ab etwa Mitte der 1990er Jahre stand das Gebäude 041 leer und verfiel infolge von Einbrüchen und Vandalismus.

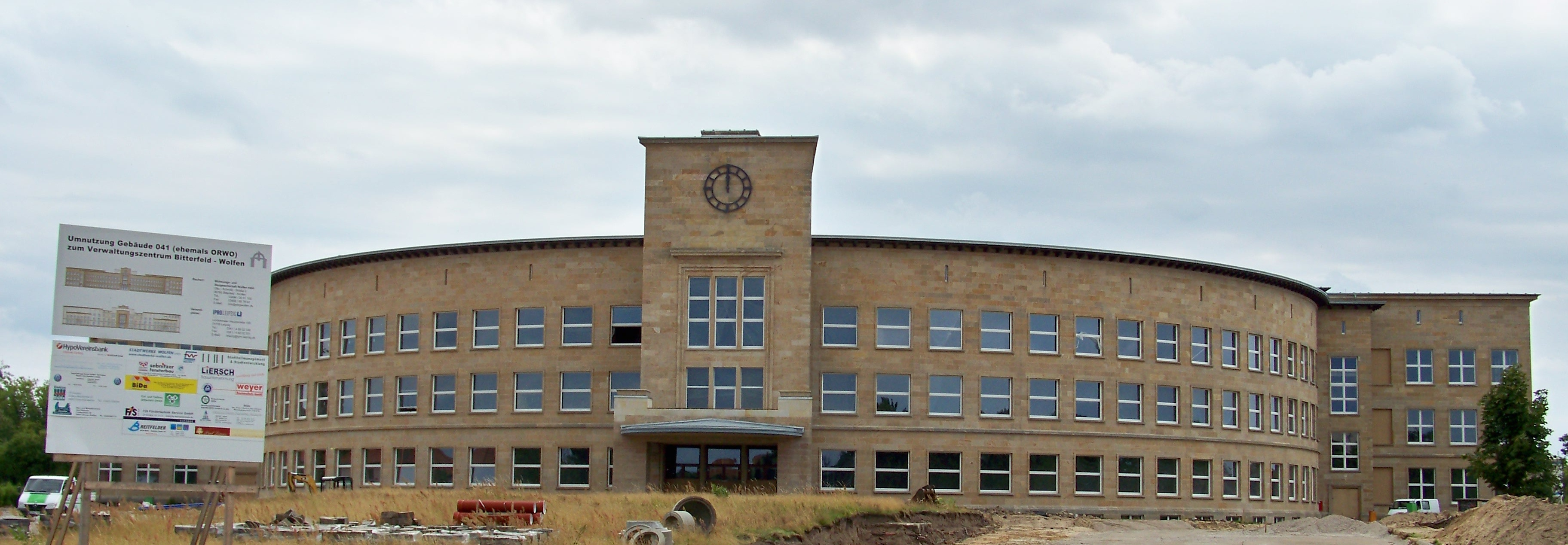
Gebäude 041 während des Umbaus zum Rathaus (Juli 2009)

Ab 2008 wurde das Gebäude 041 durch den neuen Eigentümer, die Wohnungs- und Baugesellschaft Wolfen (WBG), saniert. Zum Jahreswechsel 2009/2010 konnten bereits große Teile der Verwaltung der Stadt Bitterfeld-Wolfen in den Rundbau einziehen. Die Wiedereröffnung des Hörsaals erfolgte im Sommer 2010. In Würdigung seiner wegweisenden fotochemischen Forschungsverdienste wurde John Eggert Namensgeber des sanierten Hörsaals.
Die Statue der Chemiearbeiterin auf der Grünfläche vor dem Gebäude erinnert an die Geschichte der Filmfabrik.